# Bluebird Cargo

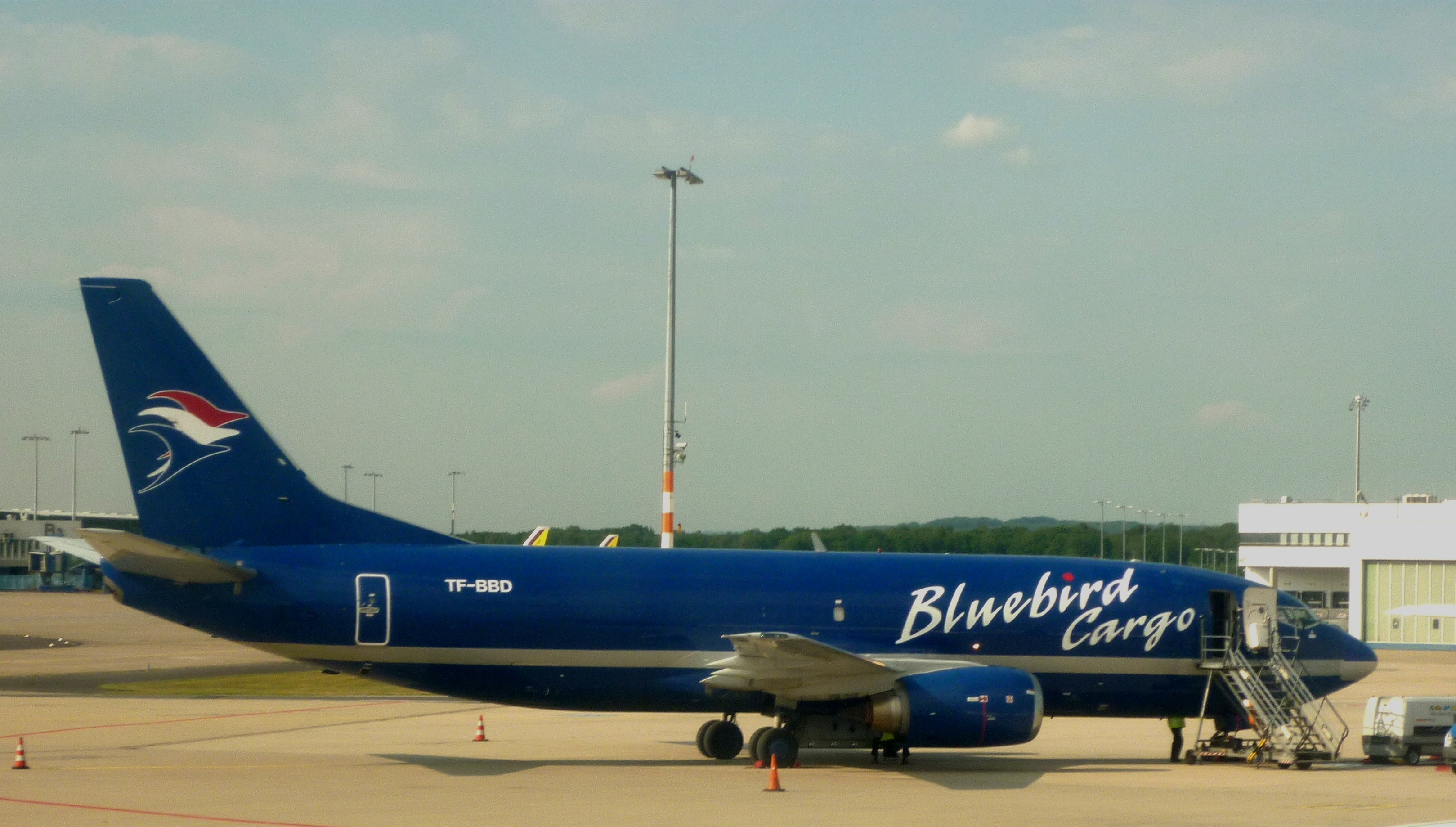
Boeing 737-300F авіакомпанії Bluebird Cargo в аеропорту Кельн/Бонн, 2011 рік

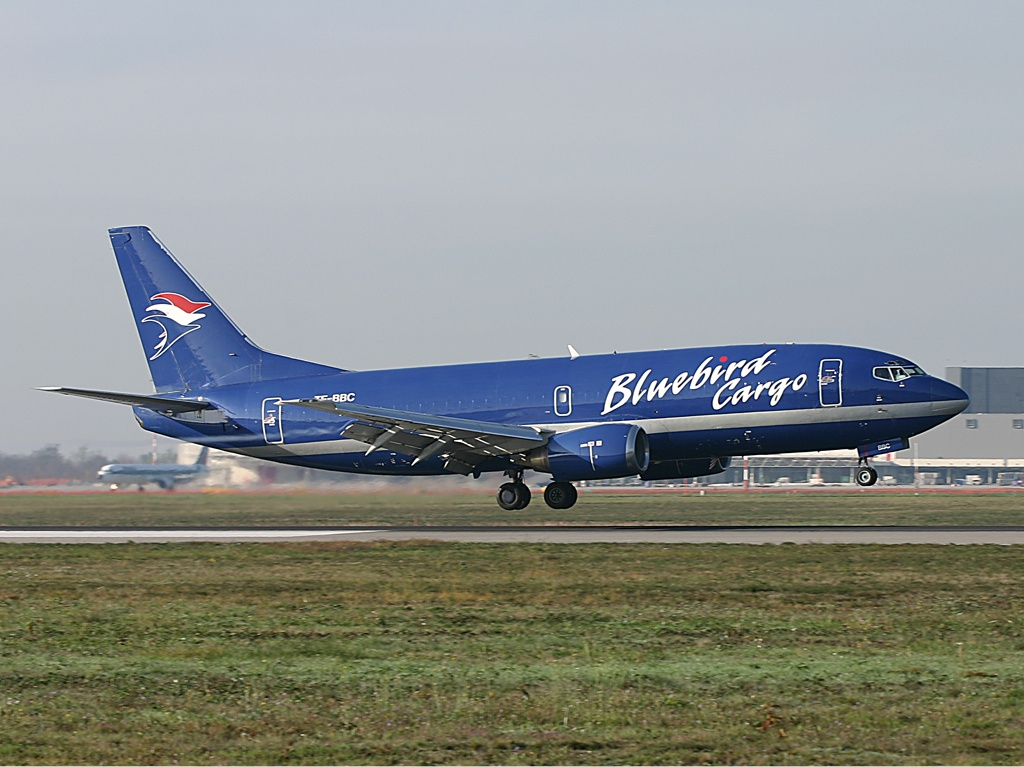
Boeing 737-300 авіакомпанії в 2005 році

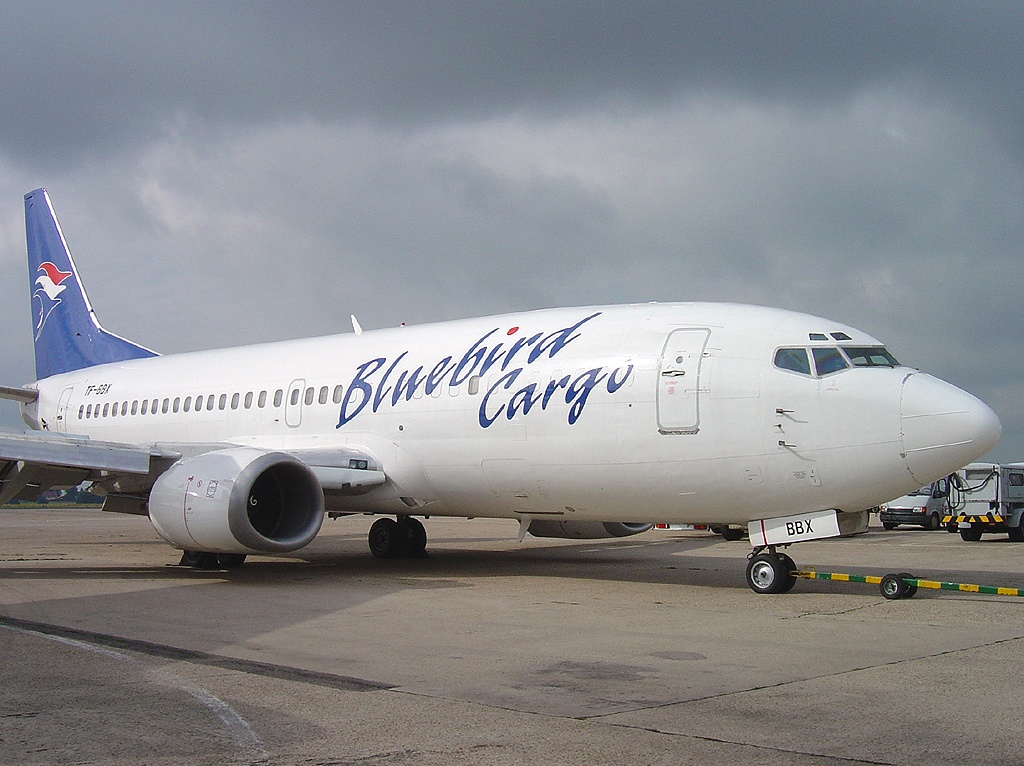
Boeing 737-300 авіакомпанії в 2004 році

Bluebird Cargo (ісл. Bláfugl) — вантажна авіакомпанія Ісландії зі штаб-квартирою в Рейк'явіку, здійснює регулярні та чартерні перевезення по Європі головним чином з міжнародного аеропорту Кеплавік.
Портом приписки авіакомпанії і її головним транзитним вузлом (хабом) є міжнародний аеропорт Кеплавік, в ролі другого вантажного хаба використовується німецький аеропорт Кельн/Бонн.

## Історія
Авіакомпанія була заснована групою ісландських громадян у 2000 році й почала операційну діяльність у березні наступного року з виконання щоденних вантажних рейсів між Ісландією, Великою Британією та Німеччиною на єдиному літаку Boeing 737-300F. Надалі компанія була викуплена авіаційним холдингом Icelandair Group

## Маршрутна мережа
У травні 2012 року маршрутна мережа вантажних перевезень авіакомпанії Bluebird Cargo охоплювала такі пункти призначення:
Бельгія
- Льєж — аеропорт Льєж

Німеччина
- Кельн/Бонн — аеропорт Кельн/Бонн
- Лейпциг — аеропорт Лейпциг

Ісландія
- Рейк'явік — міжнародний аеропорт Кеплавік хаб

Італія
- Болонья — аеропорт імені Марко Поло
- Катання — аеропорт Фонтанаросса
- Рим — аеропорт Ф'юмічіно імені Леонардо да-Вінчі

Словенія
- Любляна — аеропорт імені Йоже Пучніка

Канада
- Монктон — міжнародний аеропорт Великий Монктон

## Флот
У лютому 2013 року повітряний флот авіакомпанії Bluebird Cargo становили такі літаки (середнім віком у 21,2 року):